# Bromeliagrion fernandezianum
Bromeliagrion fernandezianum är en trollsländeart som först beskrevs av Racenis 1958.  Bromeliagrion fernandezianum ingår i släktet Bromeliagrion och familjen dammflicksländor. Inga underarter finns listade i Catalogue of Life.